# Десан, Кристин
Кристин Десан (Christine A. Desan) — американская исследовательница, историк капитализма. Доктор права (1987), профессор Гарварда (с 1998 года).
Сестра историка Сьюзан Десан.
В 1981 году окончила Принстон как религиовед. В 1987 году получила степени доктора права J.D. и M.A.L.D. в школе права Йеля и в The Fletcher School at Tufts University. Затем работала в Офисе Генерального солиситора США. С 1992 года преподает в Гарвардской школе права, ныне именной профессор (Leo Gottlieb Professor).
Соучредитель междисциплинарного проекта Гарвардской программы по изучению капитализма.
Основатель и управляющий редактор веб-сайта JustMoney.org.
Автор Making Money: Coin, Currency, and the Coming of Capitalism (Oxford University Press, 2014) {Рец.: , , , }. Соредактор A Cultural History of Money in the Age of Enlightenment (2019) и American Capitalism: New Histories (Columbia University Press, 2018) {Рец.}.